# السوق (ظلمة العليا)

تعديل مصدري - تعديل

السوق  هي إحدى حارات حي ظلمة العليا بمدينة ظلمة أحد مدن محافظة إب، بلغ تعداد سكانها 73 نسمة حسب تعداد اليمن لعام 2004.